# Янкович, Милан (футболист)
Милан Янкович (серб. Милан Јанковић; 31 декабря 1959, Белград) — югославский футболист, полузащитник, тренер.

## Клубная карьера
Воспитанник клуба «Црвена Звезда». Первым клубом в карьере Янковича был «Марибор». Вскоре он перебрался в родную «Црвену Звезду», за которую выступал на протяжении 7 лет.
В 1987 году Янкович перешёл в испанский «Реал». В составе «королевского клуба» югослав становился чемпионом Испании по футболу. Завершал свою карьеру полузащитник в бельгийском «Андрелехте». Вместе с ним полузащитник доходил до финала Кубка обладателей кубков.
После своего ухода из футбола Янкович переехал в Австралию, где проживает до сих пор.

### В сборной
За сборную Югославии Милан Янкович выступал с 1986 по 1989 год. В дебютной встрече он забил гол в ворота сборной Бразилии, которую югославы проиграли со счетом 2:4. Всего за Югославию Янкович провел 12 игр и забил 1 гол.

## Тренерская карьера
С 2003 по 2005 год возглавлял сборную Тонга.

## Достижения
- Чемпион Испании (1): 1987/1988
- Чемпион Югославии (2): 1980/81, 1983/84
- Обладатель Кубка Югославии (2): 1981/82, 1984/85
- Обладатель Кубка Бельгии (1): 1988/89
- Финалист Кубок обладателей кубков УЕФА (1): 1990